# Relbunium
Relbunium là một chi thực vật có hoa trong họ Thiến thảo (Rubiaceae).

## Loài
Chi Relbunium gồm các loài: